# Série Club
 (mai 2021).
Si vous disposez d'ouvrages ou d'articles de référence ou si vous connaissez des sites web de qualité traitant du thème abordé ici, merci de compléter l'article en donnant les références utiles à sa vérifiabilité et en les liant à la section « Notes et références ».
Série Club (typographié serieclub) est une chaîne de télévision thématique payante française lancée le 8 mars 1993, appartenant au groupe M6 lui-même contrôlé par le groupe allemand RTL group ainsi qu'au groupe TF1 appartenant au groupe Bouygues depuis 2001, spécialisée dans les séries télévisées et fictions destinées aux adultes.

## Historique de la chaîne
Créé par le Groupe M6 le 8 mars 1993, Série Club débute avec la rediffusion de séries cultes anglo-saxonnes (Amicalement vôtre, Mission impossible), mais aussi des séries « patrimoines » comme Les Saintes chéries ou Belphégor.
En 1997, Série Club évolue à travers un nouvel habillage : c'est l'arrivée de la VOST (Twin Peaks) et de nombreuses nouveautés qui feront date : Dark Skies : L'Impossible Vérité, Stargate SG-1, Homicide, Buffy contre les vampires, Oz, etc.
En janvier 2001, TF1 arrive au sein de la chaîne en tant que la chaîne TF6 le 18 décembre 2000. C'est l'époque d'une concurrence de plus en plus vive, de la multiplication des moyens de diffusion, de l'essor des séries sur les chaînes nationales. Série Club continue à proposer des séries grand public (X-Files : Aux frontières du réel) et des séries inédites (Into the West), au ton souvent décalé (Queer as Folk).
Après une arrivée sur CanalSat en avril 2007, Série Club entame sa 15e saison avec une nouvelle identité visuelle, l'arrivée de la version multilingue et une grille renforcée (Eureka, Stargate SG-1, À la Maison-Blanche). La chaîne a lancé son service de programmes à la demande en mai 2012 sur Canalsat.
Les séries culte ont disparu aujourd'hui de son antenne au profit de séries inédites, innovantes et plus pointues comme Suits : Avocats sur mesure, Sons of Anarchy, American Horror Story ou FBI : Duo très spécial. La chaîne a également créé de nombreux événements autour des séries : émissions hebdomadaires, retransmission de cérémonies (Emmy Awards), classements...
La chaîne est disponible sur l'ensemble des réseaux de SFR depuis le 11 avril 2018. 
Série Club est une SA au capital de 50 000 € détenue à parité par le groupe M6 et le groupe TF1.

### Identité graphique

Logo de Série Club du 8 mars 1993 à 1997.
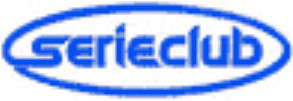
Logo de Série Club de 1997 au 31 décembre 2000.
Logo de Série Club du 1er janvier 2001 à septembre 2003.
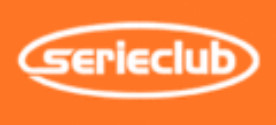
Logo de Série Club de septembre 2003 au 2 octobre 2007.
Logo de Série Club du 3 octobre 2007 au 8 octobre 2012.
Logo de Série Club depuis le 9 octobre 2012.
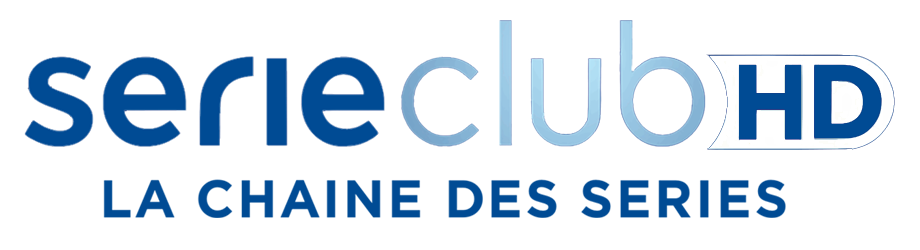
Logo de Série Club HD du 9 octobre 2012 à 2016.

## Programmes

### Séries
Séries américaines
 Séries françaises
- 72 Heures
- Action Justice
- Les Années FM
- Baie Ouest
- Belphégor
- Brigade des mineurs (série télévisée, 2002)
- Caméra Café
- Caméra Café 2
- Le Bleu de l'océan
- La Bicyclette Bleue
- Les Bleus, premiers pas dans la police
- Léa Parker
- Les Bœuf-carottes
- La Crim'
- Commissaire Valence
- Commissariat Bastille
- Cellule identité
- Dolmen
- Équipe médicale d'urgence
- Les Enquêtes d'Éloïse Rome
- Faites comme chez vous !
- Famille d'accueil
- Le juge est une femme
- Julie Lescaut
- Lignes de vie
- Maguy
- Mathieu Corot
- Méditerranée
- Nos chers voisins
- Nos enfants chéris
- Plus belle la vie
- Père et Maire
- Paris, enquêtes criminelles
- Seconde B
- Seconde Chance
- Les Semaines de Lucide
- Sous le soleil de Saint-Tropez
- Suspectes
- Terre indigo
- Thibaud ou les Croisades
- Thierry la Fronde
- Tramontane
- Tribunal
- Two
- Un et un font six
- Un été de canicule
- Un gars, une fille
- Un homme en colère
- Une femme en blanc
- Les Yeux d'Hélène
- Zodiaque

 Séries britanniques
- Affaires d'États
- Afterlife
- Les Arnaqueurs VIP
- Ash et Scribbs
- Guillaume Tell
- Le Chevalier Lancelot
- UFO, alerte dans l'espace
- Ultraviolet
- Une vie pas si tranquille
- Red Cap : Police militaire

 Séries allemandes
- Anges de choc
- Le Clown
- Underbelly
- Verschollen

 Série suédoise
- Real Humans : 100 % humain

### Séries en cours
Voici une liste de séries en cours de diffusion sur Série Club :
 Séries américaines
- American Horror Story
- Blue Bloods
- L'Exorciste
- Limitless
- Marvel : Les Agents du SHIELD
- Nashville
- Suits : Avocats sur mesure
- Supergirl
- Supernatural
- The Originals
- The Walking Dead
- Vampire Diaries
- Once Upon a Time
- Insomnia
- The Rookie : Le Flic de Los Angeles

### Pilotes diffusés lors desScreenings
- According to Jim
- All in the Family
- The Bedford Diaries
- Carpoolers
- Girlfriends

### Émissions
- 100% Séries : présenté par Frédéric Ferrer[3].
- Le Hit des séries : classement des meilleurs séries, présenté par Flavie Flament[4].
- inFANity : les secrets des séries : découverte des coulisses des séries, présenté par Daphné Desjeux[4].
- Tous fans de séries : Des célébrités parlent de leurs séries TV préférées, présenté par Elsa Fayer[5].

### Cérémonies
- Emmy Awards
- Les Screenings

## Diffusion
- Satellite : Canal+ (canal 52)[6]
- Câble : SFR / Numéricable (canal 59)[6]
- IPTV : Canal+ (canal 52), SFR (canal 59), Free (TV By CANAL) (canal 56), Orange (TV By CANAL) (canal 82), Bouygues Telecom (canal 57)
- Web/OTT : My canal, SFR TV